# تيرانس كارول
تيرانس كارول (بالإنجليزية: Terrance Carroll)‏ هو محامي وسياسي أمريكي، ولد في 16 يناير 1969 في واشنطن العاصمة في الولايات المتحدة. حزبياً، نشط في الحزب الديمقراطي. وقد انتخب عضو مجلس نواب كولورادو.